# Columna rostral

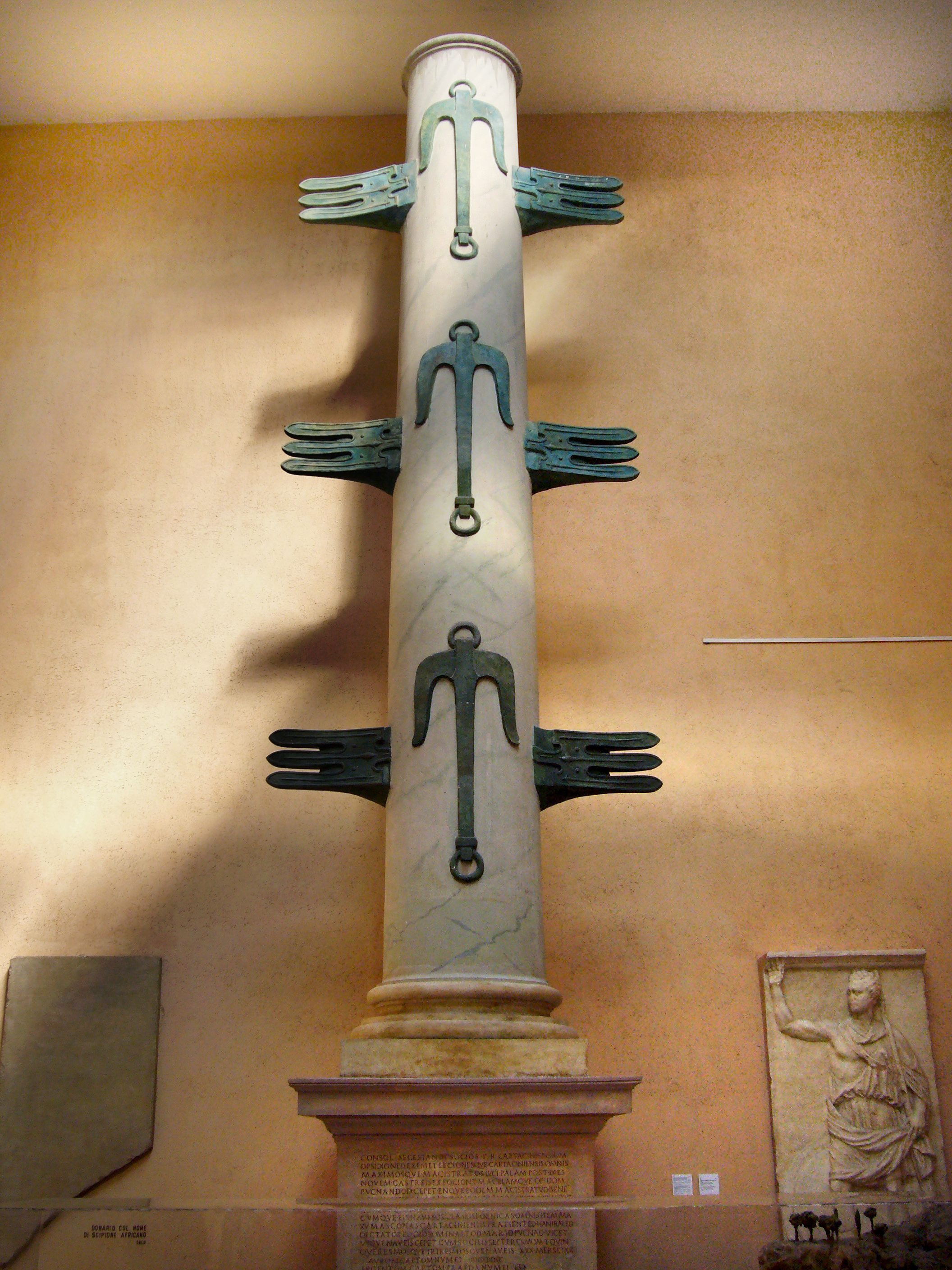
Reproducció de la Columna Rostral de Gai Duili (c. 260 aC) al Museu de la Civilització Romana

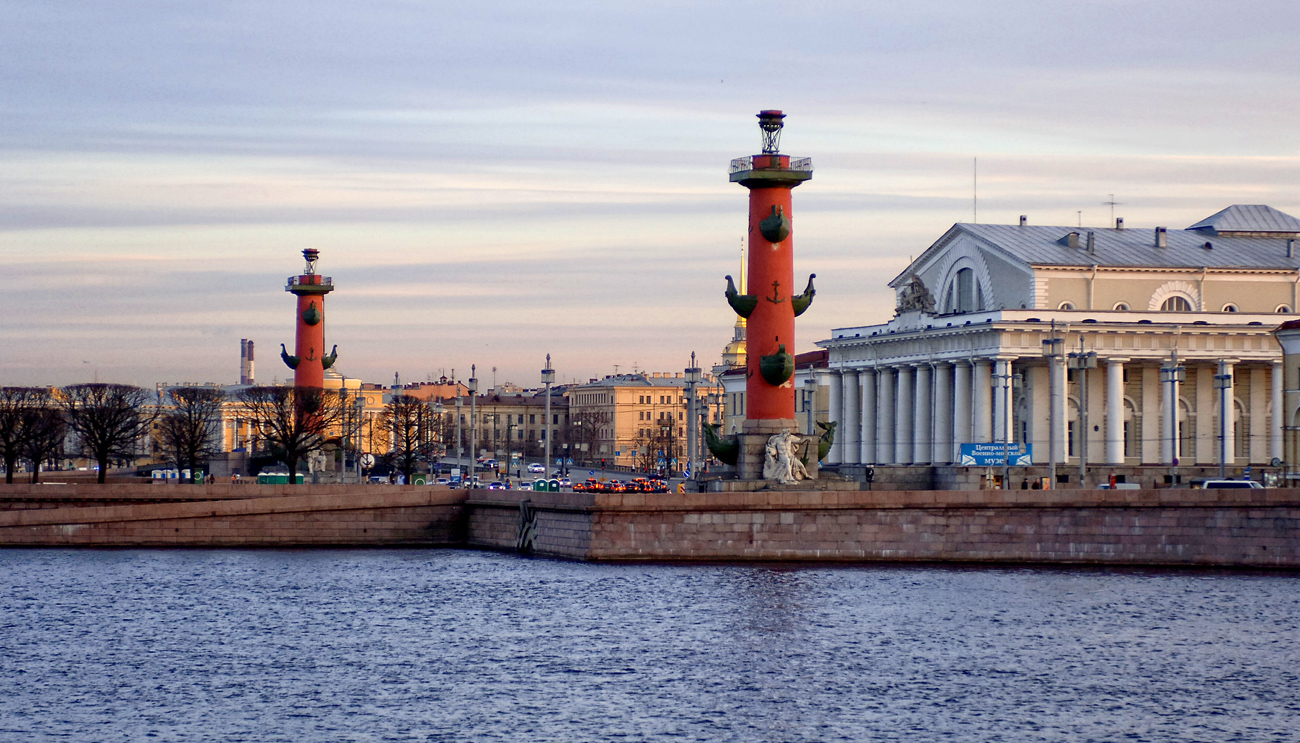
Columnes rostrals a Sant Petersburg

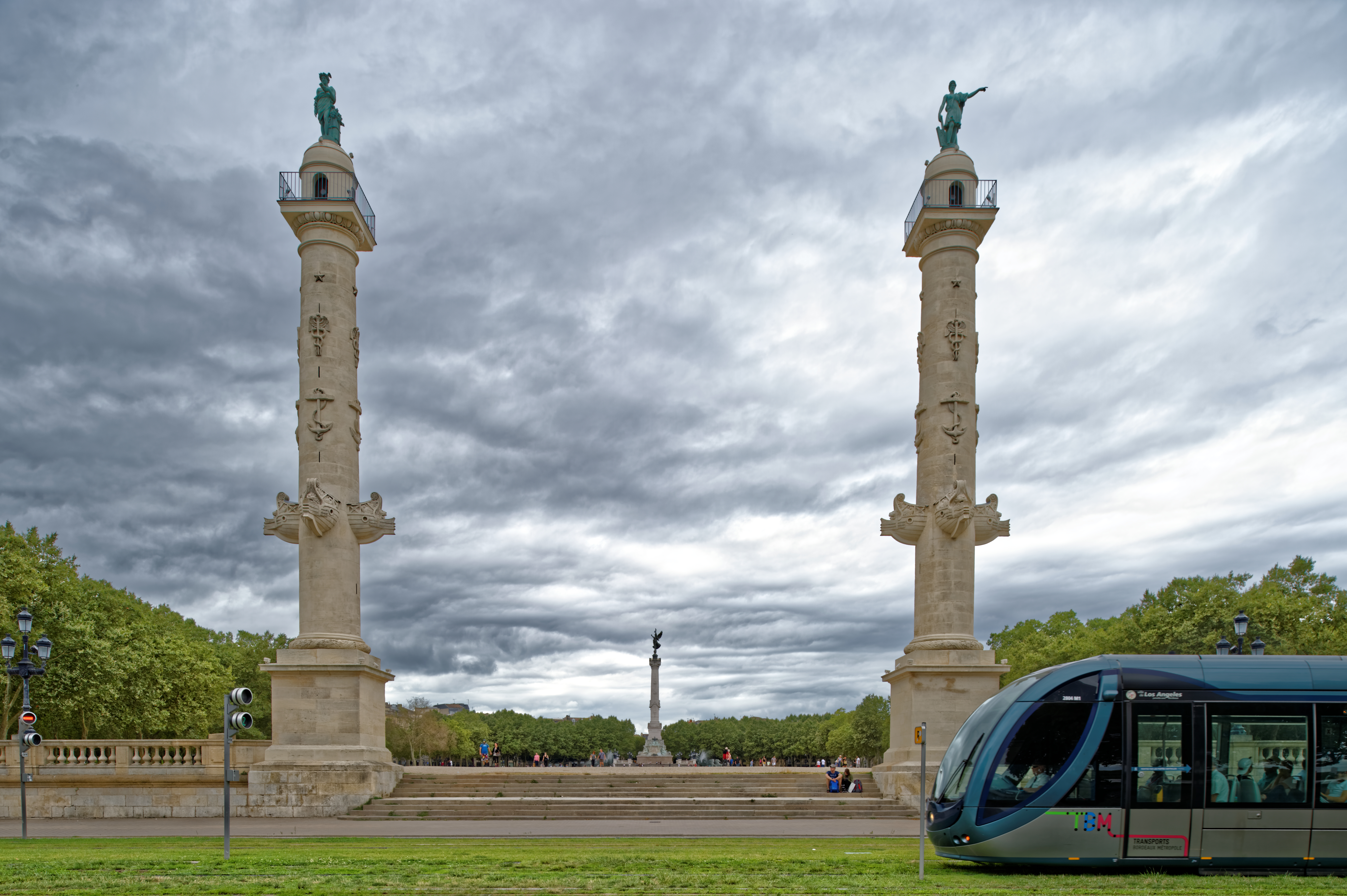
Columnes rostrals de la place des Quinconces, Bordeus, França

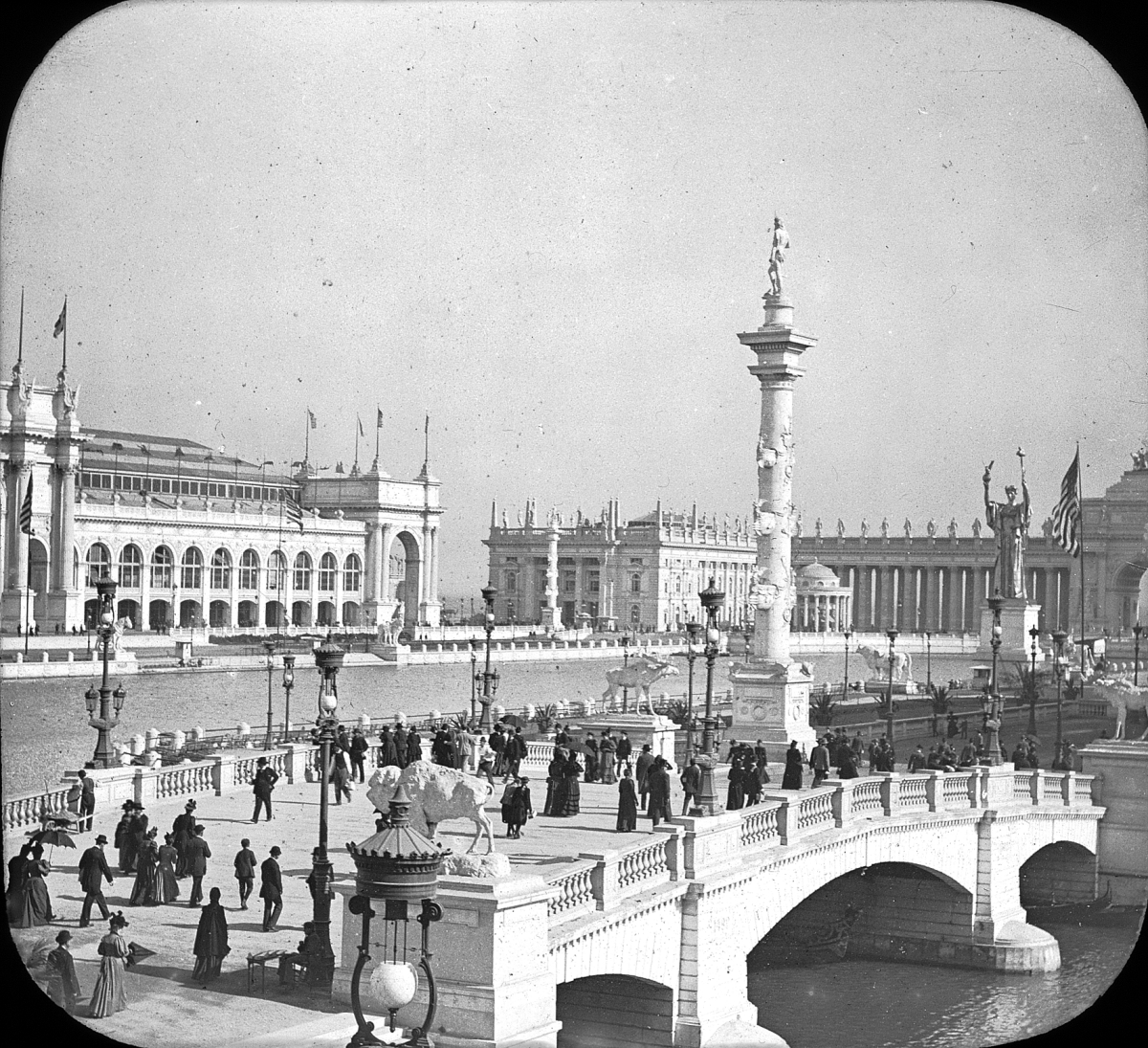
columna rostral, Grand Basin, World's Columbian Exposition, Chicago, Illinois, 1893

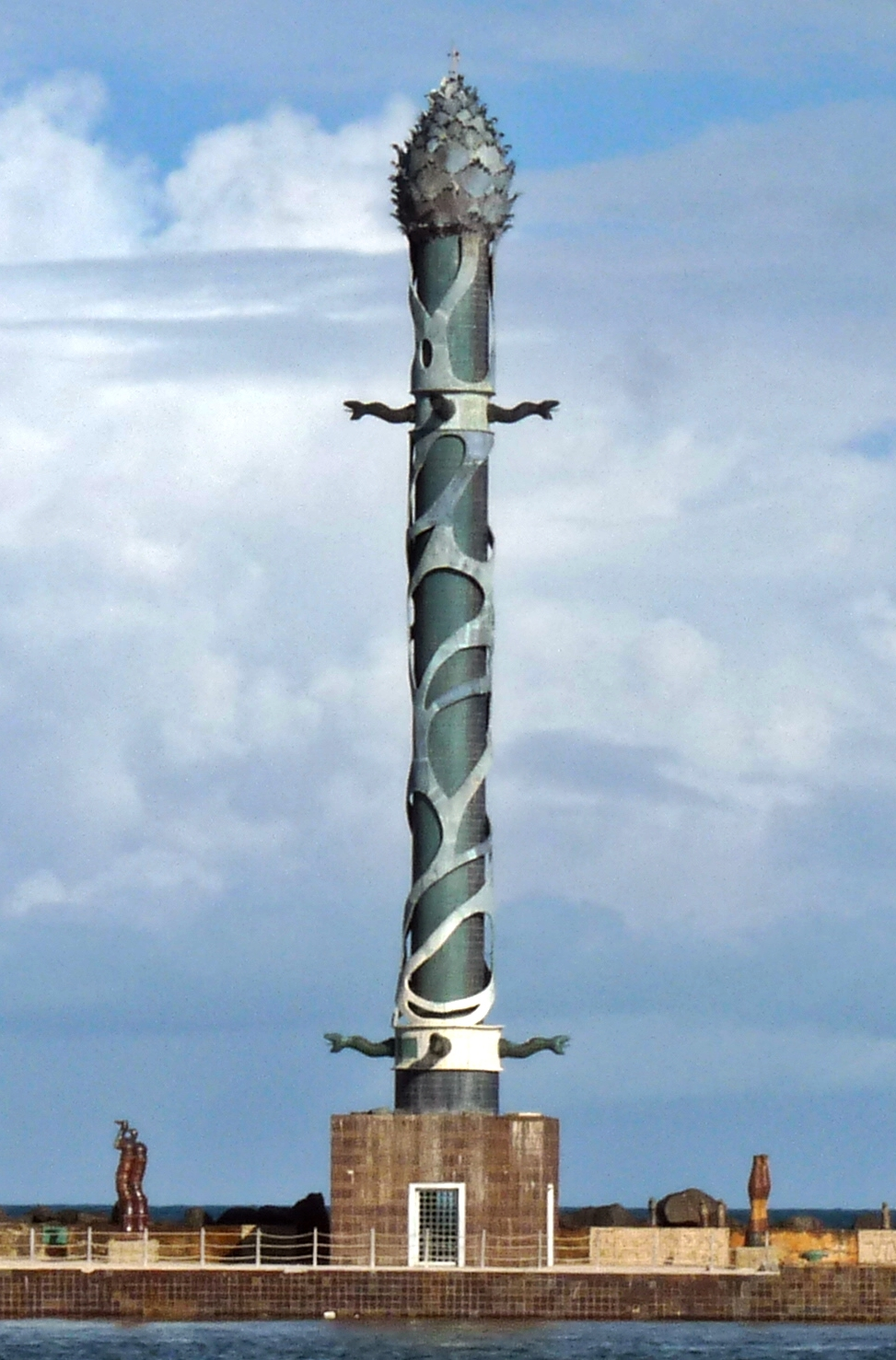
Torre de Cristal a Recife, Brasil.

Una columna rostral és un tipus de Columna de la Victòria originària de l'antiga Grècia i Roma, on es van erigir per commemorar una victòria militar naval. La seva característica definitòria són les proes o ariets integrats dels vaixells, que representen vaixells enemics capturats o destruïts. El nom deriva del llatí rostrum que significa proa d'un vaixell de guerra.
Les columnes rostrals del món modern inclouen el Monument a Colom a Columbus Circle a la ciutat de Nova York, i les columnes rostrals de Sant Petersburg .

## Llista de columnes rostrals notables

### Antigues
1. ↑   Harris. Illustrated Dictionary of Historic Architecture.  Courier Corporation, 28 febrer 2013. ISBN 9780486132112.
2. ↑  «New York - Columbus Monument». www.Vanderkrogt.net. [Consulta: 12 juny 2017].
3. ↑  «Images of the Saint Petersburg Rostral Columns». LHDigest.com. Arxivat de l'original el 20 October 2007. [Consulta: 12 juny 2017].

- Columna Rostrata C. Duilii ("Columna rostral de Gaius Duilius "), celebrant la batalla naval de Mylae (260 aC); antigament al Fòrum Romà, algunes restes de la inscripció es troben ara al Museu Capitolí .[1][2]

- ("Columna de Restes de Gaius Duilius"), celebrant la Batalla naval de Mylae (260 aC); anteriorment al Fòrum romà

### Modernes
- la Columna Grenville, monument a l'oficial de la Royal Navy Thomas Grenville, als terrenys de Stowe House, Buckinghamshire, Anglaterra (1749)
- un element del Monument a Trípoli, Acadèmia Naval dels Estats Units, Annapolis, Maryland (1808)[3]
- Columnes rostrals bessones a la Place des Quinconces, Bordeus (1829)
- Place de la Concorde, París (1836)
- Antiga Borsa de Sant Petersburg i Columnes Rostrals, Sant Petersburg, Rússia (1881)
- monument a Wilhelm von Tegetthoff, Praterstern, Viena (1886)
- Monument a Colom, Nova York (1892)
- a la Grand Basin of the World's Columbian Exposition (arrasada), Chicago, Illinois (1893)
- a Grant Park al llarg de la línia del ferrocarril Metra Electric, Chicago, Illinois (1927-29)[4]
- Cunard War Memorial, Liverpool, Anglaterra (1920)
- Columna Rostral, Vladivostok ( ru:Ростральная колонна (Владивосток) en rus) (1960)
- Rostral Columns, Union Station Plaza, Washington, DC[5]